# Mate Grande
Der Mate Grande ist ein Schichtvulkan in chilenischen Teil Patagoniens, der erst im Jahr 2016 (veröffentlicht 2021) während geologischer Untersuchungen im südlichen Teil der Verwerfungszone Liquiñe-Ofqui entdeckt wurde. Er besitzt eine Höhe von 1280 m. Das Entdeckungsmerkmal ist eine teilweise eingestürzte Caldera, die erst auf Hubschrauberflügen als eine solche erkannt wurde. Die Form der Caldera führte auch zur Namensgebung, sie soll an ein Mate-Trinkgefäß erinnern. Der Vulkan liegt in einer schwer zugänglichen Region, die außerdem die meiste Zeit des Jahres unter Schnee begraben liegt.